# Sandra Lee Scheuer
Sandra Lee "Sandy" Scheuer (/ˈʃɔɪ.ər/; ngày 11 tháng 8 năm 1949 – ngày 4 tháng 5 năm 1970) là sinh viên người Mỹ theo học trường Đại học Tiểu bang Kent ở Kent, Ohio thì bị Vệ binh Quốc gia Ohio bắn chết trong vụ xả súng ở bang Kent.

## Tiểu sử
Scheuer chào đời tại Youngstown, Ohio, là con gái của Sarah (Lacko) và Martin Scheuer. Cô có một người chị gái tên là Audrey. Cả nhà cô đều là dân gốc Do Thái. Scheuer được coi là một sinh viên xuất sắc chuyên ngành liệu pháp ngôn ngữ, và đã tốt nghiệp Trường Trung học Boardman. Cô còn là thành viên của hội nữ sinh viên Alpha Xi Delta, Scheuer chẳng hề có ý định tham gia vào các cuộc biểu tình trong chiến tranh Việt Nam trước khi xảy ra vụ xả súng. Cô tình cờ bị một khẩu súng trường chiến đấu M1 Garand bắn vào cổ từ khoảng cách 130 thước Anh (119 m) khi đang đi bộ giữa các lớp học. Viên đạn đã cắt đứt mạch máu của Scheuer khiến cô thiệt mạng chỉ trong vòng 5 hoặc 6 phút sau khi mất quá nhiều máu. Theo lời kể từ cậu bạn trai Bruce Burkland của cô thì lúc đó Scheuer "đang đi dạo với một trong những sinh viên trị liệu thính giác và ngôn ngữ của cô ấy ở bên kia khu rừng xanh tươi. Đột nhiên có tiếng súng nổ, cả Sandra và chàng thanh niên trẻ tuổi này đều không liên quan gì đến việc tụ tập nhóm sinh viên trên sân cỏ cả". Ba sinh viên không có khí giới khác cũng thiệt mạng trong vụ xả súng: Allison Krause, Jeffrey Miller và William Knox Schroeder.
Vụ xả súng này liền dẫn đến các cuộc biểu tình và bãi công của sinh viên trên toàn nước Mỹ, khiến hàng trăm trường học phải đóng cửa vì các cuộc biểu tình bạo lực và bất bạo động. Khuôn viên trường Đại học Tiểu bang Kent vẫn đóng cửa trong suốt sáu tuần liền. Năm ngày sau vụ xả súng, 100.000 người đã biểu tình phản đối chiến tranh ở Washington, D.C.. 
Năm 2018, buổi triển lãm dành để tưởng nhớ đến Scheuer mang tên "Sandy's Scrapbook", dựa trên một cuốn sổ lưu niệm thực tế mà cô luôn giữ bên mình khi theo học tại Tiểu bang Kent, đã được mở tại Trung tâm Du khách Ngày Bốn tháng Năm của Đại học này.
Ngay sau cái chết của Scheuer, nhạc sĩ người Anh Harvey Andrews bèn sáng tác một bài hát có tựa đề "Hey Sandy", Nhà thơ Canada Gary Geddes còn tưởng nhớ đến cô qua bài thơ "Sandra Lee Scheuer" có trong tuyển tập thơ của mình nhan đề The Acid Test xuất bản năm 1980.